# Lập trình mảng
Trong khoa học máy tính, lập trình mảng (tiếng Anh: array programming) là giải pháp cho phép áp dụng chương trình hoạt động lên toàn bộ tập các giá trị cùng một lúc. Các giải pháp như vậy thường được dùng trong các thiết lập khoa học và kỹ thuật.
Các ngôn ngữ lập trình hiện đại hỗ trợ lập trình mảng (còn được gọi là ngôn ngữ vector hay đa chiều (multidimensional)) được thiết kế đặc biệt để khái quát hóa hoạt động trên vô hướng nhằm áp dụng một cách trong suốt lên vector, ma trận, và mảng chiều cao hơn. Chúng bao gồm Fortran 90, Mata, MATLAB, Analytica, TK Solver (dưới dạng danh sách), Octave, R, Cilk Plus, Julia, Perl Data Language (PDL), Wolfram Language, và phần mở rộng NumPy cho Python. Trong các ngôn ngữ này, hoạt động xảy ra trên toàn bộ mảng được gọi là hoạt động vector hóa (vectorized operation) bất kể nó được thực hiện trên bộ xử lý vector (vốn hiện thực các lệnh vector) hay không.
Lập trình mảng nguyên thủy thể hiện chính xác các ý tưởng rộng rãi về thao tác dữ liệu. Mức độ xử lý có thể rất ấn tượng trong một số trường hợp nhất định: không có gì lạ khi tìm thấy chương trình một dòng của ngôn ngữ lập trình mảng mà đòi hỏi nhiều hơn một vài trang mã Java.

## Khái niệm về mảng
Ý tưởng cơ bản đằng sau lập trình mảng là các hoạt động áp dụng cùng lúc cho toàn bộ tập hợp các giá trị.